# Вольвокс
Вольвокс (лат. Volvox) — рід зелених водоростей (Chlorophyta). Представники цього роду утворюють сферичні колонії (ценобії) кулястої або сферичної форми розміром до 2 мм. Кожна колонія складається з численних дводжгутикових клітин, що розміщені по периферії під слизовим інволюкрумом. Кожна клітина вкрита власною оболонкою, що зростають з оболонками сусідніх, утворюючи полігональну фігуру. Апікальний бік оболонки притискається та щільно з'єднується з інволюкрумом. В результаті під інволюкрумом утворюється периферичний шар камер-оболонок, в яких вільно лежать протопласти клітин, ніби підвішені на джгутиках. Джгутики через канали у інволюкрумі виходять назовні. Простір між протопластами та оболонками виповнено слизом. Ці деталі будови ценобію стають помітними при фарбуванні препаратів розчином метиленового синього. У деяких видів роду протопласти сусідніх клітин з'єднані між собою плазмодесмами, що проходять через латеральні пори клітинних оболонок. Протопласт містить пристінний хлоропласт з піреноїдом та стигмою, одне ядро та дві пульсуючі вакуолі.

## Розмноження
Нестатеве розмноження відбувається за допомогою спеціалізованих клітин — партеногонідій. Партеногонідії дещо схожі на вегетативні клітини, але більші за розміром та здатні до вегетативного поділу. Після перших 8-ми поділів з партегонідію утворюється сферичний порожній у центрі комплекс з 16-ти клітин. На оберненому до інволюкруму боці знаходиться отвір. У такому комплексі клітини полярні. Вони містять пульсуючі вакуолі та базальні тіла джгутиків, орієнтовані до центру майбутнього ценобію. Подальший поділ клітин супроводжується розвитком інвагінації шару клітин з протилежного до інволюкруму боку та вивертання молодого ценобію таким чином, що скоротливі вакуолі та базальні тіла джгутиків орієнтуються навпаки, назовні. Цікавим також є те, що в молодому ценобії можна розрізнити майбутні партеногонідії. Звільнення дочірніх ценобіїв відбувається після руйнування материнського.
Статевий процес представлений оогамією. Окремі клітини ценобію, що нагадують партеногонідії за розмірами, перетворюються на антеридії та оогонії. В межах роду відомі як дводомні, так і одномні види. У антеридіях утворюється від 32 до 64 сперматозоїдів, які до моменту звільнення щільно з'єднані боками та утворюють жовтувату платівку. Після дозрівання платівка виштовхується назовні та гамети роз'єднуються. У оогоніях утворюється по одній яйцеклітині, що не виходить із ценобію. Оболонка у місці контакту з інволюкрумом ослизнюється, утворюючи отвір. Один із сперматозоїдів туди проникає і запліднює яйцеклітину.
Після статевого процесу зигота одягається товстою шипованою оболонкою і переходить у стан спокою. Після його завершення ядро зиготи ділиться, зигота проростає однією зооспорою, яка після серії поділів розвивається у новий ценобій.

## Поширення у природі
Представники роду поширені у планктоні озер, річок, боліт та калюж.

## Застосування людиною
Використовується здавна для дослідження як зручний модельний об'єкт при вивченні багатоклітинності.